# Конкорд Банк
АТ «Акціонерний комерційний банк "Конкорд"» (скорочено АКБ «Конкорд»; широко відомий як CONCORDBANK) — український комерційний банк, зареєстрований 7 серпня 2006 року. Згідно з класифікацією НБУ розмір активів цієї фінустанови відповідає III групі банків.

## Історія
ПАТ АКБ «Конкорд» засновано 7 серпня 2006 року. У 2012 його основними бенефіціарами стали Сосєдка Олена Віліївна та Сосєдка Юлія Віліївна. За час роботи було відкрито 14 відділень: 4 в Дніпрі, 3 в Києві, 2 в Одесі, а також у Львові, Кривому Розі, Запоріжжі, Самарі та Харкові.
З 2016 року CONCORDBANK співпрацював з процесинговим центром «Прокард».
У 2020 році на базі банку було створено відкриту фінтех екосистему Concord Fintech Solutions, до якої окрім процесингового центру входить еквайринг та  білінгова система. Система еквайрингу фінустанови забезпечує платежі через ApplePay, GooglePay, дозволяє проводити токенізацію та відповідає протоколу безпеки 3ds2.1.
На 2021 рік власниками фінустанови заплановано початок роботи віртуального банку NEOBANK.

## Основні показники
Згідно з даними НБУ, станом на 01.11.2020 року, АКБ «Конкорд» мав активи на суму 2 509,6 млн грн, зобов'язання 2 183,3 млн грн, капітал 326,3 млн грн. Фінансовий результат складав 50,5 млн грн. Кредитний рейтинг станом на 30.10.2020 — uaAA (стабільний).

## Членство
- Учасник Фонду гарантування вкладів фізичних осіб (свідоцтво № 184 від 18.01.2007 року).
- Асоційований член міжнародної платіжної системи  Visa International.
- Член міжнародної платіжної системи MasterCard Worldwide.
- Член Організації професійних учасників ринку цінних паперів. «Українські Фондові Торговці».
- Член Української міжбанківської валютної біржі (УМВБ).
- Член Першого Всеукраїнського бюро кредитних історій.
- Член Незалежної асоціації банків України.
- Член Асоціації «Дніпровський банківський союз».
- Член Європейської Бізнес Асоціації[11].

## Відомі порушення
У березні 2018 року НБУ застосував до низки фінансових установ, включаючи АКБ «Конкорд», заходи впливу у зв'язку з незначним порушенням законодавства у сфері фінансового моніторингу.

## Ліквідація та відшкодування
1 серпня 2023 року Правління НБУ ухвалило рішення про відкликання банківської ліцензії в АТ “АКБ “КОНКОРДˮ (далі – Банк) та його ліквідацію у зв’язку із систематичним порушенням Банком вимог законодавства. Відразу після ліквідації розпочався процес формування реєстру вкладників. Після оголошення про початок виплат вкладники банку–фізичні особи, зокрема фізичні особи-підприємці, – зможуть отримати свої кошти в одному з 12 банків-агентів Фонду.
Загальна сума гарантованого відшкодування вкладникам АТ “АКБ “Конкорд”, призначена до виплат, становить 639 млн грн. Завдяки дії норми про повне відшкодування за вкладами на період воєнного стану та трьох місяців після його завершення, кожен вкладник отримає від Фонду кошти в повному розмірі вкладу, включаючи відсотки, нараховані на кінець дня 1 серпня, крім випадків, передбачених частиною четвертою статті 26 Закону України “Про систему гарантування вкладів фізичних осіб”.
Паралельно триває процес формування реєстру акцептованих вимог кредиторів, який буде сформовано та затверджено до 04 вересня 2023 року. Також проводиться інвентаризація активів та формування ліквідаційної маси АТ «АКБ «Конкорд». Протягом місяця після затвердження реєстру кредиторів, Банком розпочнеться задоволення вимог кредиторів, які надіслали заяви з реквізитами для перерахування коштів. Порядок надання заяв оприлюднено на сайті Фонду (формування реєстру акцептованих вимог кредиторів).
У грудні 2024 року Фонд гарантування вкладів фізосіб оголосив про продаж активів 9 банків, які ліквідовуються в Україні, зокрема й активів АТ «АКБ “Конкорд”», а саме: з початковою ціною 0,03 млн грн виставляються об'єкти нерухомого майна, земельні ділянки, авто та інші основні засоби.